# 忍者月影抄
『忍者月影抄』（にんじゃつきかげしょう）は、山田風太郎の時代小説。『講談倶楽部』（講談社）1961年6月号から1962年3月号に連載された。忍法帖シリーズの一作に数えられる。
将軍・徳川吉宗と尾張藩主・徳川宗春の闘争の駒として、配下の忍者柳生の剣士が組み入り乱れて戦うことになる。題名となっている「月影」は尾張柳生が使う秘剣である。

## あらすじ
享保年間の江戸、日本橋に時の将軍・徳川吉宗が紀伊家当主だった時の側女（妾）の女性3人が晒されるという事件が起こった。3人の背中には、かつて多くの側女を囲ったのを隠し、清廉を気取る将軍を皮肉る文言が書かれていた。
それは、尾張藩主・徳川宗春から命ぜられた配下の忍者・御土居下組の仕業だった。宗春は、当時改革を推進していた吉宗に反感を抱き、うっぷん晴らしに様々ないたずらを仕掛けていたが、その一環だったのである。
残る側女の行方をつきとめ、同様にさらし者にすることを御土居下組忍者に命じる宗春だったが、吉宗は自らの権威が損なわれるの嫌い、阻止（側女の抹殺）のため、配下のお庭番・伊賀忍者を放つ。さらには柳生新陰流内で対立する江戸柳生と尾張柳生の剣士達が忍者同士の争いに加わり、虚々実々の戦いが繰り広げられていく。その行き着く先にあるのは？

## 登場人物

### 柳生武芸者
- 樋口万十郎 - 尾張柳生の剣士。柳生新陰流「月影」[注 2]と魔剣「浮舟」を使う。
- 門奈孫兵衛 - 同じく尾張柳生の剣士。柳生新陰流「疾風（はやて）」を使う。
- 雨宮嘉門 - 同上。同じく新陰流「疾風」を使う。
- 杉監物 - 同上。柳生新陰流「虎の一足」を使う。
- 秋月軍太郎 - 同上。公家侍として女陰陽師・安倍早蕨に仕えている。
- 多田仁兵衛 - 江戸柳生の剣士。柳生新陰流秘太刀「浦波」を使う。
- 大道寺竜助 - 同じく江戸柳生の剣士。美少年に惚れる。柳生新陰流「牛角（うしづの）」の構えを使う。
- 櫓平四郎 - 同上。柳生新陰流秘剣「甲（かぶと）割り」を使う。
- 戸張図書 - 同上。柳生新陰流「碇（いかり）がかり」を使う。

### 忍者
- 砂子蔦十郎 - 全身から冷気を発する忍者。
- 城ガ沢陣内 - シンバルのような銅拍子を紐で首から下げた忍者。
- 檀宗綱 - 美少年の忍者。相手の夢の中に入り込める。
- 早蕨 - 京都の安倍家の息女。女陰陽師として糸占いをする。外見は20歳くらいの色白の美人。花使い。
- 御堂雪千代 - 女装の忍者。早蕨と同一人物。土使い。
- 一ノ目孤雁 - 片目の忍者。閉じた目の中に毒虫を飼っている。
- 樺伯典 - 鏡を使う忍者。水面はもとより空中や壁など自然界や建造物をも鏡状態に出来る。

### 紀伊徳川家の側妾たち
将軍になる前の徳川吉宗の側妾。現在は吉宗とは無縁の存在となっているが、吉宗を辱めるための尾張宗春のいたずらの犠牲として付け狙われる。
- お駒（おこま） - 京の七条家の家令・青貝市之進の後妻。
- お浜（おはま） - 尾道の廻船問屋・西海屋の女房。
- おぎん - 堺の織物問屋・伊良子屋の女房。
- 卯月(うづき） - 徳島藩国家老・小出主膳の後妻。
- 弥生(やよい） - 紀州藩江戸屋敷の年寄。
- おせん - 神田の刻み煙草屋・叶屋の女房。
- お鏡（おきょう） - 京都友禅の染物問屋・日野屋の娘。京都所司代牧野河内守の側妾。

### その他
- 徳川吉宗 - 8代将軍。作中49歳。
- 徳川宗春 - 尾張藩主。作中37歳。
- 柳生俊平 - 将軍家兵法指南。柳生6代当主。
- 藪田助八 - 公儀御庭番の頭領

## 登場する忍法
- 忍法肌文字（はだもじ） - 相手の皮膚に血で書いた文字が決して消えない[注 3]。
- 忍法浮寝鳥（うきねどり） - 水面の水草や蓮の上を渡り、沈まず池や沼を横断する[注 4]。
- 忍法赤不動（あかふどう／せきふどう）[注 5] - 一瞬に触れたものを炎と焼き尽くす。
- 忍法薄氷（うすらい） - 強烈な冷気で周囲を氷結させる。
- 忍法万華蝶（まんげちょう） - 花びらを五色の蝶の群れのように自在に操り、自分の姿を隠したり相手の顔面を襲う。
- 忍法夢若衆（ゆめわかしゅ） - 美少年が男を誘惑し、相手の夢の中に登場する。惚れた男なら、その知人など未知の人物の夢にも出られる。
- 忍法不死鳥（ふしちょう） - 相手の体と自分の体が触れたとたん、一瞬に自分と相手の体が入れ替わる[注 6]。今より「若い」肉体に移る行為を繰り返せば、ほぼ（病死・戦死を除けば）不死身。
- 忍法銅拍子（どびょうし） - 縁が刃物になった2枚組の銅拍子を操り、相手の首や体を切断する。
- 忍法鏡地獄（かがみじごく） - 人工もしくは、自然の「鏡」の中に敵を閉じ込める。

## 構成
10章からなる各章のタイトルが、『忍法「肌文字」』のように『忍法プラス「三文字熟語（必殺技の名前）」』 で統一されている。

## 作品の題材・原典
- 享保の改革

## 書誌情報
- 『忍者月影抄』 講談社、1962年
- 『忍者月影抄』 角川文庫、1979年（表紙：佐伯俊男　解説：中島河太郎）
- 『忍者月影抄』 河出文庫、2005年

## 映画化
- 『月影忍法帖 二十一の眼』（1963年12月15日、東映）[1]
- 『くノ一忍法帖VI 忍者月影抄』として東映が映画化し、1996年4月13日に劇場公開された[2]。登場人物の性別を入れ換え、大西結花が主演している。監督は津島勝。